# Esquirol de Prévost
L'esquirol de Prévost (Callosciurus prevostii) és una espècie de rosegador de la família dels esciúrids. Viu a Indonèsia, Malàisia i Tailàndia. S'alimenta de fruits, nous, llavors, brots, flor, insectes i ous d'ocell. Aquest esquirol s'enduu els fruits lluny de l'arbre i deixa les llavors quan han acabat de menjar. Les llavors, lluny de l'arbre pare i amb una probabilitat menor de ser menjades per altres animals, poden produir una nova generació de plantes.